# KBS 뉴스 (1050)
《KBS 뉴스 (1050)》(KBS NEWS (1050))는 KBS 1TV에서 1970년 1월 5일부터 2025년 5월 31일 방송되었던 매일 오전 10시 50분에 방송되었던 KBS 1TV의 아침의 오전 단신 및 오전 마감뉴스 프로그램이다.

## 개요
- 주요 뉴스의 속보성으로 신속하게 전하여 휴일에 방송된 KBS 1TV의 아침의 오전 단신 및 오전 마감뉴스 프로그램이다.
- 방송 상의 명칭은KBS 뉴스(1TV),KBS 1TV 뉴스로 부르며, 정식 타이틀 명인 오전 10시 50분 KBS 뉴스로 부른다.

## 방송 시간
- KBS 1TV에서만 KBS 뉴스(1TV)로 방송되었으며, 공휴일에는 KBS 뉴스로 10분 정도 방송되었다.

| 방송 채널 | 방송 기간                          | 방송 시간                                 | 비고  |
| --------- | ---------------------------------- | ----------------------------------------- | ----- |
| KBS 1TV   | 1998년 1월 5일 ~ 1998년 6월 12일   | 매주 평일 오전 10시 45분 ~ 낮 11시 (15분) | [ 1 ] |
| KBS 1TV   | 1999년 2월 11일 ~ 1999년 4월 30일  | 매주 평일 오전 10시 45분 ~ 낮 11시 (15분) |       |
| KBS 1TV   | 1998년 6월 15일 ~ 1998년 12월 31일 | 매주 평일 오전 10시 50분 ~ 낮 11시 (10분) |       |
| KBS 1TV   | 1999년 7월 19일 ~ 2001년 11월 2일  | 매주 평일 오전 10시 50분 ~ 낮 11시 (10분) |       |
| KBS 1TV   | 1999년 5월 3일 ~ 1999년 7월 16일   | 매주 평일 오전 10시 55분 ~ 낮 11시 (5분)  |       |

## 역대 앵커
- 김은성 아나운서
- 박현우 前 아나운서

## 관련 프로그램
- KBS 930 뉴스
- KBS 주말뉴스
- KBS 뉴스특보 (불시 편성)